# 18-й егерский полк
18-й егерский полк — полк легкой пехоты Русской императорской армии  в 1801 — 1833 гг.

## Места дислокации
В 1820 году переведён из Полтавы в м. Градижск. Второй батальон командирован в Вознесенск к поселенной Бугской уланской дивизии. 

## Формирование полка
Полк имел старшинство с 22 февраля 1775 г., когда был сформирован Сибирский егерский батальон, который в 1798 г. был переформирован в 19-й егерский полк и 29 марта 1801 г. назван 18-м егерским. По упразднении егерских полков 28 января 1833 г. все три батальона были присоединены к Орловскому пехотному полку. В 1863 г. вторая половина Орловского полка пошла на формирование Воронежского пехотного полка, в котором были сохранены старшинство и знаки отличия 18-го егерского полка.
Оба действующие батальона состояли в 23-й пехотной дивизии 4-го корпуса и приняли участие во многих делах 1-й Западной армии; гренадерская рота 2-го батальона состояла в сводно-гренадерской бригаде того же 4-го корпуса; запасной батальон находился в гарнизоне Динабургской крепости.

## Знаки отличия полка
18-й егерский полк из знаков отличия имел поход за военное отличие, пожалованный за Турецкую войну 1828—1829 гг.

## Шефы полка
- 17.01.1799 — 13.04.1800 — генерал-майор барон Гильденшольд, Христиан Петрович
- 13.04.1800 — 08.05.1800 — генерал-майор князь Орбелиани, Дмитрий Захарович
- 08.05.1800 — 02.03.1802 — генерал-майор Воейков, Сергей Андреевич
- 02.03.1802 — 07.03.1802 — генерал-лейтенант Арбенев, Иван Иосифович
- 07.03.1802 — 17.12.1802 — полковник Феттер
- 17.12.1802 — 01.09.1814 — полковник (с 12.12.1807 генерал-майор) Алексополь, Фёдор Пантелеймонович

## Командиры полка
- 01.02.1798 — 17.01.1799 — полковник (с 16.01.1799 генерал-майор) барон Гильденшольд, Христиан Петрович
- 02.06.1799 — 01.12.1799 — майор Коренев
- 01.12.1799 — 09.06.1800 — полковник граф Ивелич, Иван Константинович
- 09.10.1800 — 09.12.1806 — подполковник (с 23.04.1806 полковник) Мещеринов, Василий Дмитриевич
- 26.05.1807 — 25.11.1810 — майор Исупов
- 25.11.1810 — 05.02.1812 — подполковник Чистяков, Тихон Иванович 1-й
- 05.02.1812 — 19.03.1812 — полковник Дурново, Иван Николаевич
- 12.06.1812 — 30.08.1823 — подполковник (с 03.10.1814 полковник) Чистяков, Тихон Иванович 1-й
- 17.10.1823 — 29.03.1825 — полковник барон Остен
- 29.03.1825 — 1828 — полковник Дометти, Александр Карлович